# Exagamglogene autotemcel
Exagamglogene autotemcel es una terapia génica indicada en el tratamiento de la anemia de células falciformes y la beta-talasemia. Se comercializa con el nombre Casgevy. Su uso fue aprobado por la Administración de Alimentos y Medicamentos de Estados Unidos (FDA) en diciembre de 2023 y por la Agencia Europea de Medicamentos en febrero de 2024.

## Indicaciones
Esta indicado es el tratamiento de la anemia de células falciformes y en la β-talasemia.
En la β-talasemia en aquellos pacientes mayores de 12 años que dependen de transfusiones sanguíneas, en los que es adecuado realizar un trasplante de células madre hematopoyéticas, pero no se dispone de un donante adecuado.
En la anemia de células falciformes en aquellos pacientes mayores de 12 años con afectación grave en los que es adecuado realizar un trasplante de células madre hematopoyéticas, pero no es posible realizarlo por no disponer de un donante adecuado.

## Mecanismo de acción
El nedicamento contiene células madre procedentes del propio paciente modificadas genéticamente.